# Marc Kühne (Bobfahrer)
Marc Kühne (* 6. September 1976 in Halle (Saale)) ist ein deutscher Bobfahrer.
Marc Kühne war Sportsoldat der Sportfördergruppe der Bundeswehr Frankenberg und Oberhof. Der Oberfeldwebel war zunächst Zehnkämpfer. Am Olympiastützpunkt in Halle kam er erstmals mit dem Bobsport in Kontakt, wechselte aber erst 1998 dorthin. Bis 2007 trat er im Team von Matthias Höpfner an. Dann wechselte er zu René Spies, der jedoch noch vor Saisonbeginn aufgrund von Verletzungen seine Karriere beendete. Kühne wechselte daraufhin zu Karl Angerer. In der Saison 2008/09 schloss er sich dem Team von Thomas Florschütz an.
Mit Höpfner konnte Kühne diverse Erfolge erreichen. Zunächst gewannen sie 2002 die Juniorenweltmeisterschaften im Zweier- und Viererbob. Im Jahr darauf belegten sie bei den Weltmeisterschaften im Vierer den achten Rang, 2004 den Vierten und 2005 den Siebten. Bei der erstmals ausgetragenen Team-WM in St. Moritz gewann Kühne mit dem deutschen Team, zu dem auch Karl Angerer, Sandra Kiriasis und Berit Wiacker sowie die Skeletonfahrer Monique Riekewald und Frank Kleber gehörten, die Goldmedaille. 2009 erreicht er mit Thomas Florschütz bei der Weltmeisterschaft in Lake Placid die Silbermedaille im Zweierbob. Hinzu kamen bei der Europameisterschaft 2009 in St. Moritz eine Silbermedaille im Vierer- und eine Bronzemedaille im Zweierbob.
Bei den Europameisterschaften kam das Doppel Höpfner/Kühne 2005 auf den vierten Platz, im Viererbob gewannen sie die Bronzemedaille. Größter sportlicher Erfolg wurde die Teilnahme an den Olympischen Winterspielen 2006 von Turin. Hier belegte das Duo den fünften Rang. 2003 wurde der Deutsche Meistertitel, sowohl im Zweier wie auch im Viererbob, errungen. Im Jahr darauf in beiden Klassen die Silbermedaille, 2005 die Bronzemedaille im Viererbob. 2006 wurde erneut der Titel im Zweier gewonnen, sowie die Vizemeisterschaft im Viererbob erreicht, 2007 gewann das Team nochmals Bronze im Viererbob.